# Joseph MacNeil
Joseph Neil MacNeil, né le 15 avril 1924 à Sydney en Nouvelle-Écosse et mort le 11 février 2018, était un prélat canadien de l'Église catholique. De 1973 à 1999, il a été archevêque de l'archidiocèse d'Edmonton en Alberta. De 1969 à 1973, il a été évêque du diocèse de Saint-Jean au Nouveau-Brunswick. De 1979 à 1981, il a été président de la Conférence des évêques catholiques du Canada.

## Biographie
Joseph Neil MacNeil est né le 15 avril 1924 à Sydney en Nouvelle-Écosse,,. En 1944, il a été diplômé d'un baccalauréat ès arts de l'université Saint-Francis-Xavier d'Antigonish en Nouvelle-Écosse,. Par la suite, il a étudié au séminaire de Halifax en Nouvelle-Écosse.
Le 23 mai 1948, il a été ordonné prêtre pour le diocèse d'Antigonish en Nouvelle-Écosse par John Roderick MacDonald, évêque d'Antigonish,,. Jusqu'en 1955, il a été pasteur assistant dans trois paroisses en Nouvelle-Écosse,. Il a été diplômé d'un doctorat en droit canonique de l'université pontificale Saint-Thomas-d'Aquin de Rome,. En 1959, il a été nommé administrateur du diocèse d'Antigonish à la suite du décès de l'évêque diocésain,. Par la suite, il a été pasteur de la cathédrale Saint-Ninian d'Antigonish,. Ensuite, il a été directeur d'un département de l'université Saint-Francis-Xavier,.
Le 9 avril 1969, il a été nommé évêque du  diocèse de Saint-Jean au Nouveau-Brunswick,,. Le 24 juin suivant, il a été consacré évêque en la cathédrale Saint-Ninian d'Antigonish avec William Edward Power comme principal consécrateur et James Martin Hayes et Alfred Bertram Leverman comme principaux co-consécrateurs.
Le 2 juillet 1973, il a été nommé archevêque de archidiocèse d'Edmonton en Alberta,,. Il a effectué des études de deuxième cycle en économie à l'université de Chicago,. De 1979 à 1981, il a été président de la Conférence des évêques catholiques du Canada. Le 7 juin 1999, il se retira de sa fonction d'archevêque d'Edmonton,,. Il est mort le 11 février 2018 à l'âge de 93 ans à l'hôpital Grey Nuns d'Edmonton. Sa messe funéraire, présidée par Richard Smith, archevêque d'Edmonton, a été célébrée en la basilique-cathédrale Saint-Joseph d'Edmonton le 16 février suivant. Il est inhumé au cimetière Holy Cross d'Edmonton.

## Honneurs
Joseph MacNeil a reçu trois doctorats honoris causa en droit : de l'université Saint-Francis-Xavier d'Antigonish en Nouvelle-Écosse en 1978, de l'université Saint-Thomas de Fredericton au Nouveau-Brunswick en 1980 et de l'université de l'Alberta d'Edmonton en Alberta en 1982,.